# 鹿洲
鹿洲（英語：Luk Chau）是香港的一個島嶼，地區行政上屬於離島區，位於南丫島東北邊。鹿洲是每年農曆五月初一南丫島天后誕的舉行地點，島民帶天后像、花炮及龍獅隊乘船前往，並舉行龍舟比賽。鹿洲對岸南丫島本島上建有天后宮。